# Capilla de los Benavente
La capilla de los Benavente está ubicada en el interior de la iglesia de Santa María de Mediavilla, en la localidad española de Medina de Rioseco. Fue mandada construir por Álvaro Alfonso de Benavente en 1544.

## El renacimiento castellano

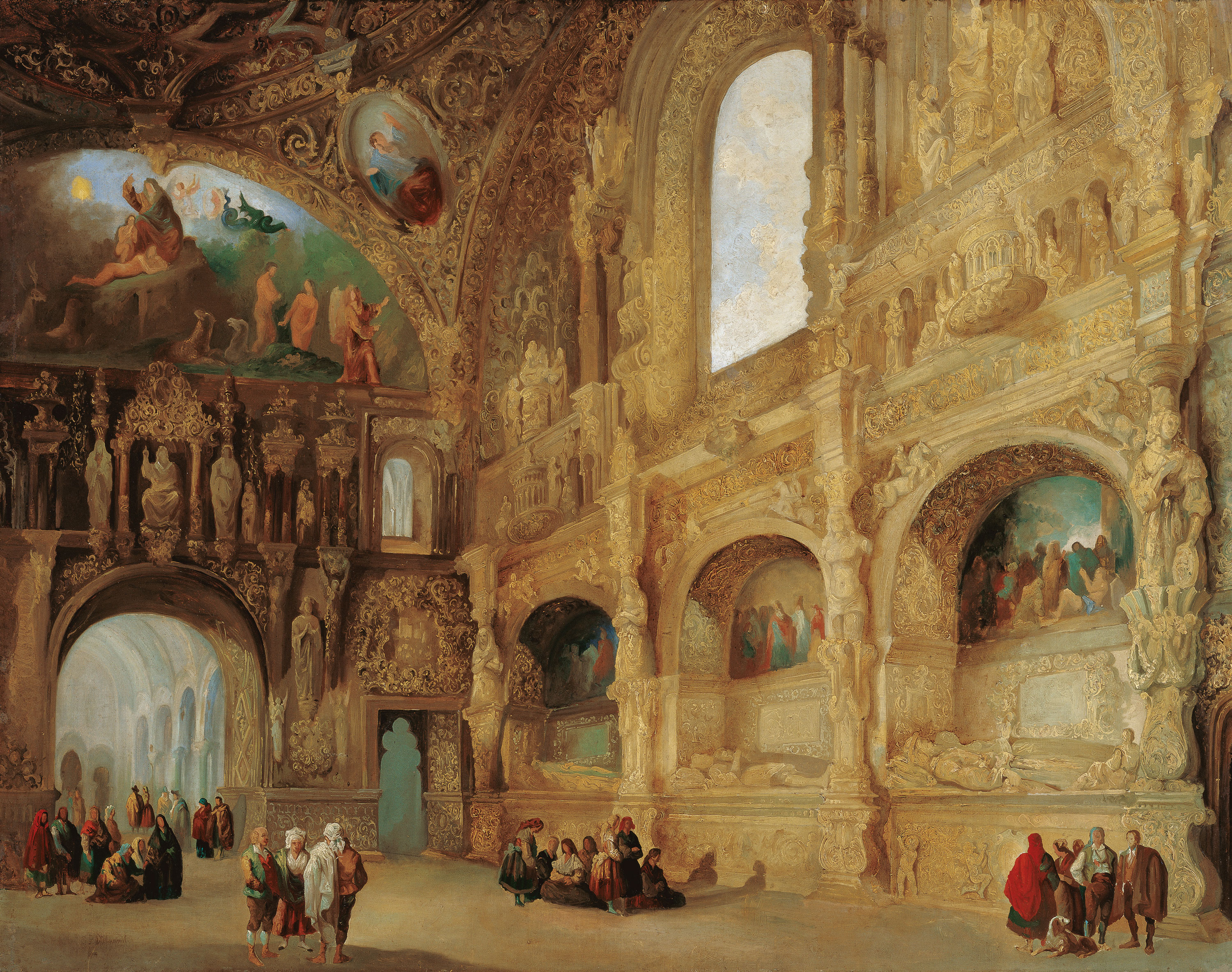
La Capilla de los Benavente en Medina de Rioseco (1842), de Jenaro Pérez Villaamil

En 1553 Álvaro de Benavente compró y mandó construir la capilla de la Concepción en la iglesia de Santa María de Mediavilla de Medina de Rioseco, su ciudad natal, encargando a los hermanos Corral de Villalpando su realización.
Destaca su magnífica construcción realizada por Juan del Corral, sus esculturas de yeso policromado de Jerónimo del Corral y el retablo de madera policromada de Juan de Juni. La reja fue forjada por Francisco Martínez. Se obra se acabó en 1554. El retablo de Juan de Juni se finalizó en 1557.
La capilla de los Benavente se considera una de las obras más significativas del arte español del Renacimiento, calificada por Eugenio d'Ors como la «capilla sixtina del arte castellano».